# Cagourakis dorsalata
Cagourakis dorsalata ist eine Art der Spulwürmer und einziger Vertreter der Gattung Cagourakis. Sie befällt den auf der Insel Neukaledonien endemischen Kagu (Rhynochetos jubatus).

## Merkmale
Merkmale der Gattung sind die fehlenden Streifenbildungen am Kopf (cordons). Zudem ist der Ösophagus relativ kurz und hat einen großen Endkolben. Der Ursprung der großen Zervikalflügel liegt vorn an der rückenseitigen Mittellinie und zieht dann nach hinten zur Seitenfläche. Der Genitalsaugnapf der Männchen ist groß, das Hinterende ist mit neun Papillenpaaren besetzt. Die beiden Spicula sind gleich lang, ein Gubernaculum fehlt.
Cagourakis dorsalata folgt dem Grundaufbau der Heterakinae und der Gattung. Männchen sind 3,1 bis 4,2 mm, Weibchen 3,9 bis 5 mm lang. Die Zervikalflügel sind bis zu 10 µm breit und setzen sich nach hinten in die seitlichen, etwa 5 µm breiten flügelartigen Erweiterungen fort, welche sich über nahezu die gesamte Länge des Wurms erstrecken. Die Exkretionspore liegt hinter dem Nervenring. Der Schwanz ist bei beiden Geschlechtern lang und konisch, bei Männchen bauchwärts gekrümmt. Die Vulva der Weibchen liegt zwischen vorderem Körperdrittel und Körpermitte, die sie begrenzende Vorderlippe ist besonders ausgeprägt. Die Eier sind 60 × 30 µm groß. Der Genitalsaugnapf der Männchen ist von einem Wall umgeben, die Kaudalflügel sind dünn und reichen vom Genitalsaugnapf bis zur Schwanzspitze. Die Spicula sind 125–175 µm lang, im Mittel 153 µm.